# Chặng đua GP Bỉ
Chặng đua GP Bỉ (tên chính thức Belgian Grand Prix) là một chặng đua của giải đua xe Công thức 1 vô địch thế giới diễn ra hàng năm. Các đội đua sẽ thi đấu ở trường đua Circuit de Spa-Francorchamps, Bỉ.

## Lịch sử
Trước năm 1950, giải đua GP Bỉ là một giải đua độc lập. Từ năm 1950 nó được sáp nhập và trở thành một chặng đua của giải đua xe Công thức 1 thế giới. Chặng đua được tổ chức nhiều nhất ở trường đua Circuit de Spa-Francorchamps. Tay đua giành được nhiều chiến thắng nhất là Micheal Schumacher (6 chiến thắng)
Năm 2012: Romain Grosjean bị cấm thi đấu một chặng du gây ra tai nạn liên hoàn ở pha xuất phát khiến cho nhiều tay đua trong đó có cả Fernando Alonso và Lewis Hamilton phải bỏ cuộc. Người chiến thắng là Jenson Button.
Năm 2018: Xảy ra tai nạn ở pha xuất phát, chiếc xe của Fernando Alonso chồm lên khoang lái của Charles Leclerc. Nhờ được trang bị hệ thống bảo vệ đầu Halo nên Leclerc không bị chấn thương nào. Người chiến thắng là Sebastian Vettel.
Năm 2019: Charles Leclerc giành chiến thắng F1 đầu tiên trong sự nghiệp. Anh giành tặng chiến thắng cho tay đua xấu số Anthoine Hubert, tay đua F2 qua đời trước đó một ngày.
Năm 2020: Lewis Hamilton giành chiến thắng
Năm 2021: Có mưa lớn nên cuộc đua phải kết thúc sớm dù các tay đua vẫn chưa đua chính vòng đua nào (chỉ chạy sau xe an toàn). Ban tổ chức vẫn tính kết quả, Max Verstappen chiến thắng, George Russell lần đầu lên podium.

## Kết quả theo năm
| Năm         | Tay đua                                 | Đội đua            | Trường đua        | Chi tiết |
| ----------- | --------------------------------------- | ------------------ | ----------------- | -------- |
| 1925        | Antonio Ascari                          | Alfa Romeo         | Spa-Francorchamps | Chi tiết |
| 1926 – 1929 | Not held                                | Not held           | Not held          | Not held |
| 1930        | Louis Chiron                            | Bugatti            | Spa-Francorchamps | Chi tiết |
| 1931        | William Grover-Williams Caberto Conelli | Bugatti            | Spa-Francorchamps | Chi tiết |
| 1932        | Not held                                | Not held           | Not held          | Not held |
| 1933        | Tazio Nuvolari                          | Maserati           | Spa-Francorchamps | Chi tiết |
| 1934        | René Dreyfus                            | Bugatti            | Spa-Francorchamps | Chi tiết |
| 1935        | Rudolf Caracciola                       | Mercedes           | Spa-Francorchamps | Chi tiết |
| 1936        | Not held                                | Not held           | Not held          | Not held |
| 1937        | Rudolf Hasse                            | Auto Union         | Spa-Francorchamps | Chi tiết |
| 1938        | Not held                                | Not held           | Not held          | Not held |
| 1939        | Hermann Lang                            | Mercedes           | Spa-Francorchamps | Chi tiết |
| 1940 – 1945 | Not held                                | Not held           | Not held          | Not held |
| 1946        | Eugène Chaboud                          | Delage             | Bois de la Cambre | Chi tiết |
| 1947        | Jean-Pierre Wimille                     | Alfa Romeo         | Spa-Francorchamps | Chi tiết |
| 1948        | Not held                                | Not held           | Not held          | Not held |
| 1949        | Louis Rosier                            | Talbot             | Spa-Francorchamps | Chi tiết |
| 1950        | Juan Manuel Fangio                      | Alfa Romeo         | Spa-Francorchamps | Chi tiết |
| 1951        | Giuseppe Farina                         | Alfa Romeo         | Spa-Francorchamps | Chi tiết |
| 1952        | Alberto Ascari                          | Ferrari            | Spa-Francorchamps | Chi tiết |
| 1953        | Alberto Ascari                          | Ferrari            | Spa-Francorchamps | Chi tiết |
| 1954        | Juan Manuel Fangio                      | Maserati           | Spa-Francorchamps | Chi tiết |
| 1955        | Juan Manuel Fangio                      | Mercedes           | Spa-Francorchamps | Chi tiết |
| 1956        | Peter Collins                           | Ferrari            | Spa-Francorchamps | Chi tiết |
| 1957        | Not held                                | Not held           | Not held          | Not held |
| 1958        | Tony Brooks                             | Vanwall            | Spa-Francorchamps | Chi tiết |
| 1959        | Not held                                | Not held           | Not held          | Not held |
| 1960        | Jack Brabham                            | Cooper-Climax      | Spa-Francorchamps | Chi tiết |
| 1961        | Phil Hill                               | Ferrari            | Spa-Francorchamps | Chi tiết |
| 1962        | Jim Clark                               | Lotus-Climax       | Spa-Francorchamps | Chi tiết |
| 1963        | Jim Clark                               | Lotus-Climax       | Spa-Francorchamps | Chi tiết |
| 1964        | Jim Clark                               | Lotus-Climax       | Spa-Francorchamps | Chi tiết |
| 1965        | Jim Clark                               | Lotus-Climax       | Spa-Francorchamps | Chi tiết |
| 1966        | John Surtees                            | Ferrari            | Spa-Francorchamps | Chi tiết |
| 1967        | Dan Gurney                              | Eagle-Weslake      | Spa-Francorchamps | Chi tiết |
| 1968        | Bruce McLaren                           | McLaren-Ford       | Spa-Francorchamps | Chi tiết |
| 1969        | Not held                                | Not held           | Not held          | Not held |
| 1970        | Pedro Rodríguez                         | BRM                | Spa-Francorchamps | Chi tiết |
| 1971        | Not held                                | Not held           | Not held          | Not held |
| 1972        | Emerson Fittipaldi                      | Lotus-Ford         | Nivelles          | Chi tiết |
| 1973        | Jackie Stewart                          | Tyrrell-Ford       | Zolder            | Chi tiết |
| 1974        | Emerson Fittipaldi                      | McLaren-Ford       | Nivelles          | Chi tiết |
| 1975        | Niki Lauda                              | Ferrari            | Zolder            | Chi tiết |
| 1976        | Niki Lauda                              | Ferrari            | Zolder            | Chi tiết |
| 1977        | Gunnar Nilsson                          | Lotus-Ford         | Zolder            | Chi tiết |
| 1978        | Mario Andretti                          | Lotus-Ford         | Zolder            | Chi tiết |
| 1979        | Jody Scheckter                          | Ferrari            | Zolder            | Chi tiết |
| 1980        | Didier Pironi                           | Ligier-Ford        | Zolder            | Chi tiết |
| 1981        | Carlos Reutemann                        | Williams-Ford      | Zolder            | Chi tiết |
| 1982        | John Watson                             | McLaren-Ford       | Zolder            | Chi tiết |
| 1983        | Alain Prost                             | Renault            | Spa-Francorchamps | Chi tiết |
| 1984        | Michele Alboreto                        | Ferrari            | Zolder            | Chi tiết |
| 1985        | Ayrton Senna                            | Lotus-Renault      | Spa-Francorchamps | Chi tiết |
| 1986        | Nigel Mansell                           | Williams-Honda     | Spa-Francorchamps | Chi tiết |
| 1987        | Alain Prost                             | McLaren-TAG        | Spa-Francorchamps | Chi tiết |
| 1988        | Ayrton Senna                            | McLaren-Honda      | Spa-Francorchamps | Chi tiết |
| 1989        | Ayrton Senna                            | McLaren-Honda      | Spa-Francorchamps | Chi tiết |
| 1990        | Ayrton Senna                            | McLaren-Honda      | Spa-Francorchamps | Chi tiết |
| 1991        | Ayrton Senna                            | McLaren-Honda      | Spa-Francorchamps | Chi tiết |
| 1992        | Michael Schumacher                      | Benetton-Ford      | Spa-Francorchamps | Chi tiết |
| 1993        | Damon Hill                              | Williams-Renault   | Spa-Francorchamps | Chi tiết |
| 1994        | Damon Hill                              | Williams-Renault   | Spa-Francorchamps | Chi tiết |
| 1995        | Michael Schumacher                      | Benetton-Renault   | Spa-Francorchamps | Chi tiết |
| 1996        | Michael Schumacher                      | Ferrari            | Spa-Francorchamps | Chi tiết |
| 1997        | Michael Schumacher                      | Ferrari            | Spa-Francorchamps | Chi tiết |
| 1998        | Damon Hill                              | Jordan-Mugen-Honda | Spa-Francorchamps | Chi tiết |
| 1999        | David Coulthard                         | McLaren-Mercedes   | Spa-Francorchamps | Chi tiết |
| 2000        | Mika Häkkinen                           | McLaren-Mercedes   | Spa-Francorchamps | Chi tiết |
| 2001        | Michael Schumacher                      | Ferrari            | Spa-Francorchamps | Chi tiết |
| 2002        | Michael Schumacher                      | Ferrari            | Spa-Francorchamps | Chi tiết |
| 2003        | Not held                                | Not held           | Not held          | Not held |
| 2004        | Kimi Räikkönen                          | McLaren-Mercedes   | Spa-Francorchamps | Chi tiết |
| 2005        | Kimi Räikkönen                          | McLaren-Mercedes   | Spa-Francorchamps | Chi tiết |
| 2006        | Not held                                | Not held           | Not held          | Not held |
| 2007        | Kimi Räikkönen                          | Ferrari            | Spa-Francorchamps | Chi tiết |
| 2008        | Felipe Massa                            | Ferrari            | Spa-Francorchamps | Chi tiết |
| 2009        | Kimi Räikkönen                          | Ferrari            | Spa-Francorchamps | Chi tiết |
| 2010        | Lewis Hamilton                          | McLaren-Mercedes   | Spa-Francorchamps | Chi tiết |
| 2011        | Sebastian Vettel                        | Red Bull-Renault   | Spa-Francorchamps | Chi tiết |
| 2012        | Jenson Button                           | McLaren-Mercedes   | Spa-Francorchamps | Chi tiết |
| 2013        | Sebastian Vettel                        | Red Bull-Renault   | Spa-Francorchamps | Chi tiết |
| 2014        | Daniel Ricciardo                        | Red Bull-Renault   | Spa-Francorchamps | Chi tiết |
| 2015        | Lewis Hamilton                          | Mercedes           | Spa-Francorchamps | Chi tiết |
| 2016        | Nico Rosberg                            | Mercedes           | Spa-Francorchamps | Chi tiết |
| 2017        | Lewis Hamilton                          | Mercedes           | Spa-Francorchamps | Chi tiết |
| 2018        | Sebastian Vettel                        | Ferrari            | Spa-Francorchamps | Chi tiết |
| 2019        | Charles Leclerc                         | Ferrari            | Spa-Francorchamps | Chi tiết |
| 2020        | Lewis Hamilton                          | Mercedes           | Spa-Francorchamps | Chi tiết |